# Smallworld
Smallworld GIS foi desenvolvido em Cambridge, Inglaterra, em 1989, por Dick Newell e outros. Ele cresceu e se tornou líder no mercado global de GIS em serviços públicos de comunicações de rede, de acordo com a Daratech. Em setembro de 2000, foi adquirida pela GE Energy, uma divisão da General Electric. Enquanto o nome da empresa foi, o nome Smallworld vive como o nome comercial para a tecnologia de software eSmallworld GIS era uma empresa fundada em Cambridge, Inglaterra, em 1989, por Dick Newell e outros. Ele cresceu para se tornar líder no mercado global de GIS em serviços públicos e de comunicações, de acordo com a Daratech. Em setembro de 2000, foi adquirida pela GE Energy, uma divisão da General Electric. Enquanto o nome da empresa foi, o nome Smallworld vive como o nome comercial para a tecnologia de software e aplicações. Smallworld tecnologia suporta produtos de aplicação para a utilidade, Telecomunicações e organizações públicas sistemas. 
A tecnologia Smallworld suporta produtos de aplicação para a utilização em sistemas de Telecomunicações e organizações públicas. O pacote Smallworld GIS foi fundada em Cambridge, Inglaterra, em 1989, por Dick Newell e outros. Ele cresceu para se tornar líder no mercado global de GIS em serviços públicos e de comunicações, de acordo com a Daratech. Em setembro de 2000, foi adquirida pela GE Energy, uma divisão da General Electric. Enquanto o nome da empresa foi, o nome Smallworld vive como o nome comercial para a tecnologia de software e aplicações. Smallworld é uma tecnologia de  produtos e aplicações para serviços de sistemas públicos de telecomunicações. 
O pacote de produtos Smallworld  são oferecidos num conjunto de que  incluem principalmente AM/FM/GIS software para gerenciamento de interrupção (PowerOn). O sistema gera e desenha o projeto, gerencia, e faz inventário da rede. Mapeia os aspectos físicos e lógicos dos sistemas de telecomunicações. Desenvolvimentos recentes incluem funcionalidades avançadas para a automação das atividades de projeto, como, modelagem e acompanhamento de todo o projeto, que é construído como um processo.

## Tecnologia Smallworld
O projeto desenvolvido pela GE Energy Smallworld GIS é baseado em duas tecnologias: 
- linguagem de programação orientada a objetos chamada Magik que suporta herança múltipla polymorphisim, e é dinamicamente digitado.
- tecnologia de banco de dados chamado Versão Managed Data Store (VMDS) que foi projetado e otimizado para armazenar e analisar dados complexos espaciais e topológicos.

A base de dados Smallworld nativa pode ser armazenada em um banco de dados Oracle. Isto permite o uso de instalações de Oracle para backups e recuperação. 